# Беррио, Орландо
Орла́ндо Бе́ррио (исп. Orlando Enrique Berrío Meléndez; 14 февраля 1991 года, Картахена, департамент Боливар) — колумбийский футболист, нападающий. Выступал за сборную Колумбии.

## Биография
Орландо Беррио — воспитанник молодёжной академии «Атлетико Насьоналя», клуба, в котором он начал профессиональную карьеру в 2009 году. В первом же сезоне он сыграл за «атлетов» в 22 матчах первенства страны, но не сумел забить ни одного гола. Первый гол в Примере Беррио забил 8 апреля 2010 года в ворота «Америки» из Кали. Всего в Апертуре 2010 Беррио забил пять голов, но уже в Финалисасьоне того же года его результативность сократилась до нуля, и футболист был отдан в аренду в «Мильонариос».
В столичной команде Беррио провёл лишь полсезона, также не забив в чемпионате ни одного гола, после чего «Атлетико Насьональ» отдал игрока в годичную аренду в «Патриотас».
В середине 2013 года Орландо Беррио вернулся в «Атлетико Насьональ». В команде он играет в основном роль оттянутого форварда, периодически самостоятельно завершая атаки. С «Атлетико» Беррио четырежды выигрывал чемпионат Колумбии, становился обладателем Кубка страны и победителем Суперлиги Колумбии. В 2014 году помог команде дойти до финала Южноамериканского кубка. В этом турнире он принял участие в четырёх матчах и забил один гол (в финале) в ворота аргентинского «Ривер Плейта».
В розыгрыше Кубка Либертадорес 2016, в котором «атлеты» дошли до полуфинала с лучшими показателями среди всех команд (турнир продолжается), Беррио сыграл в девяти матчах и забил три гола — столько же, сколько его партнёры Алехандро Герра, Джонатан Копете и Марлос Морено. Беррио забил важнейший гол «Росарио Сентралю» в ответной четвертьфинальной игре. Нападающий вышел на замену на 36-й минуте вместо Себастьяна Переса и на 95-й минуте с передачи капитана Алексиса Энрикеса забил третий мяч в ворота аргентинской команды, что сделало счёт по итогам двух матчей 3:2 в пользу колумбийцев. На поле завязалась потасовка и Беррио дал волю эмоциям, обвинив вратаря «Росарио Сентраля» уругвайца Себастьяна Сосу в расизме. За недисциплинированное поведение Беррио получил красную карточку и не сыграет в первом полуфинале против «Сан-Паулу». На послематчевой пресс-конференции Беррио извинился за свой поступок, а главный тренер «Атлетико Насьоналя» Рейнальдо Руэда похвалил футболиста за высокий уровень игры.
В 2017 году Беррио перешёл в бразильский «Фламенго», подписав контракт с «рубро-негрос» сроком на четыре года. В первый же год помог команде выиграть чемпионат штата и дойти до финалов Кубка Бразилии и Южноамериканского кубка. В 2018 году занял с «Фла» второе место в Серии A. Вместе с командой 23 ноября 2019 года стал обладателем Кубка Либертадорес. Также помог своей команде выиграть в 2019 году чемпионат штата и чемпионат Бразилии.

## Титулы
- Чемпион Колумбии (4): 2011 (Апертура), 2013 (Финалисасьон), 2014 (Апертура), 2015 (Финалисасьон)
- Победитель Кубка Колумбии (1): 2013
- Победитель Cуперлиги Колумбии (1): 2016
- Чемпион штата Рио-де-Жанейро (2): 2017, 2019
- Чемпион Бразилии (1): 2019
- Вице-чемпион Бразилии (1): 2018
- Финалист Кубка Бразилии (1): 2017
- Обладатель Кубка Либертадорес (2): 2016, 2019
- Финалист Южноамериканского кубка (3): 2014, 2016, 2017